# Доменті Кулумбегов
Доменті Кулумбегов (нар. 4 січня 1955, с. Тхінала, Горійський район, Грузія) — прем'єр-міністр Південної Осетії. Радник державної цивільної служби РФ 1 класу. Державний радник РСО-Аланія 3 класу.

## Освіта
- У 1978 році закінчив Південно-Осетинський державний педагогічний інститут, у 2009 — Сучасну гуманітарну академію за спеціальністю історія та іноземна мова, юриспруденція.
- У 2000 році пройшов професійну перепідготовку в Північно-Кавказькій академії державної служби в місті Ростов-на-Дону.